# An Bình, Phú Giáo
An Bình là một xã thuộc huyện Phú Giáo, tỉnh Bình Dương, Việt Nam.

## Địa lý
Xã An Bình có diện tích 63,58 km², dân số năm 2021 là 17.132 người, mật độ dân số đạt 270 người/km².

## Hành chính
Xã An Bình được chia thành 12 ấp: Bàu Trư, Bình An, Bình Hòa, Bình Thắng, Bình Tiến, Cà Na, Cây Cam, Đồng Sen, Đồng Tâm, Nước Vàng, Rạch Chàm, Tân Thịnh.

## Lịch sử
Ngày 28 tháng 4 năm 1994, Chính phủ ban hành Nghị định 104-CP về việc thành lập xã Phước Sang trên cơ sở điều chỉnh một phần diện tích tự nhiên và dân số của xã An Bình.
Ngày 6 tháng 11 năm 1996, Quốc hội ban hành Nghị quyết chia tỉnh Sông Bé thành tỉnh Bình Dương và tỉnh Bình Phước và chuyển xã An Bình thuộc huyện Đồng Phú, tỉnh Bình Phước về huyện Tân Uyên, tỉnh Bình Dương quản lý.
Ngày 23 tháng 7 năm 1999, Chính phủ ban hành Nghị định 58/1999/NĐ-CP về việc chuyển xã An Bình thuộc huyện Tân Uyên về trực thuộc huyện Phú Giáo mới tái lập quản lý.